# Kings (canción de Tribe Society)
«Kings» es el primer sencillo de la banda estadounidense de pop industrial Tribe Society en su primer EP Lucid Dreams. Fue lanzada el 3 de marzo de 2015.

## Sencillo
Todas las canciones escritas y compuestas por Tribe Society. 
| N.º | Título  | Duración |  |
| 1.  | «Kings» | 3:37     |  |

## Apariciones
- Esta canción apareció en el promo de Shane McMahon de la WWE.